# مرشد أباد
مرشد أباد رمزها «MU» (بالإنجليزية: Murshidabad)‏ ، هو تقسيم إداري لدولة الهند تتبع ولاية البنغال الغربية (بالإنجليزية: West  Bengal)‏ ، مركزها هو مدينة باهرام بور (بالإنجليزية: Baharampur)‏ عدد سكانها حسب تعداد سنة 2001 هو 5,863,717 ، مساحتها 5,324 كم² وكثافة السكان 1,101 لكل كم² .

## أعلام
- إن شاء الله خان
- إسكندر ميرزا
- آرون بهادوري